# Tetraommatus nigriceps
Tetraommatus nigriceps là một loài bọ cánh cứng trong họ Cerambycidae.